# Bruno Zanuto
Bruno Augusto Iorio Zanuto dit Borba (né le 3 mars 1983 à São Paulo) est un joueur brésilo-italien de volley-ball. Il mesure 2,00 m et joue réceptionneur-attaquant.

## Biographie
Il a obtenu la nationalité italienne à l'été 2013.

## Clubs
| Club                 | De        | À         |
| -------------------- | --------- | --------- |
| Minas Tênis Clube    | 2000-2001 | 2002-2003 |
| EC Banespa           | 2003-2004 | 2003-2004 |
| Paris Volley         | sep 2004  | déc 2004  |
| Unisul EC            | jan 2005  | avr 2005  |
| Cimed Florianópolis  | 2005-2006 | 2005-2006 |
| Top Volley Latina    | 2006-2007 | 2007-2008 |
| Trefl Gdańsk         | 2008-2009 | 2008-2009 |
| Sada Cruzeiro        | 2009-2010 | 2009-2010 |
| Montes Claros        | 2010-2011 | 2010-2011 |
| Brasil Vôlei Clube   | 2011-2012 | 2011-2012 |
| Porto Ravenne Volley | 2012-2013 | 2012-2013 |
| Pallavolo Molfetta   | 2013-2014 | ...       |

## Palmarès

### Club et équipe nationale
- Championnat du monde des moins de 21 ans (1)
  - Vainqueur : 2001
- Championnat d'Amérique du Sud des moins de 21 ans (1)
  - Vainqueur : 2002
- Championnat d'Amérique du Sud des moins de 19 ans (1)
  - Vainqueur : 2000
- Championnat du Brésil (3)
  - Vainqueur : 2001, 2002, 2006

### Distinctions individuelles
- Meilleur attaquant du Championnat d'Amérique du Sud des moins de 19 ans 2000
- Meilleur attaquant du Championnat du monde des moins de 21 ans 2001
- Meilleur joueur et meilleur attaquant du Championnat d'Amérique du Sud des moins de 21 ans 2002